# Lidia Bastianich
Lidia Giuliana Matticchio, vedova Bastianich (Pola, 21 febbraio 1947), è una cuoca, personaggio televisivo e scrittrice italiana naturalizzata statunitense.

## Biografia
Nasce nella città di Pola, quando ancora l'Istria era italiana, prima dell'annessione della città alla Jugoslavia, da Erminia (1921-2021) e Vittorio Matticchio (1911-1980). Nel 1956, nel quadro dell'esodo istriano, la famiglia Matticchio si trasferisce in maniera rocambolesca a Trieste. Nella città giuliana la famiglia si stabilisce in un campo profughi e i genitori di Lidia trovano occupazione presso una famiglia benestante, dove la madre Erminia lavora come cuoca e il padre Vittorio come autista. Pochi anni dopo, nel 1958, la famiglia si trasferisce negli Stati Uniti. Si è sposata con Felice Bastianich nel 1966 (dal quale ha divorziato nel 1997) ed ha avuto due figli: Joseph e Tanya.
Specializzata in cucina italiana e italoamericana, ha scritto libri e condotto programmi televisivi di cucina fin dal 1998. Possiede diversi ristoranti in società con i figli.
È stata ospite delle versioni statunitense e italiana di MasterChef.
Dal 2014 al 2015 è stata giudice, con Bruno Barbieri e Alessandro Borghese, di Junior MasterChef Italia, per poi essere sostituita dallo chef Gennaro Esposito.
Nell'ottobre 2020 viene pubblicato anche in Italia il suo libro Il mio sogno americano edito da Solferino. Nel novembre 2020 partecipa ai 100per100 Italian Talks per parlare dell'export agroalimentare Made in Italy nel post pandemia.

## Polemiche
Nell'ottobre 2007 è stata "Grand Marshal", la celebrità di origini italiane che apre la tradizionale parata del Columbus Day a New York. In occasione della manifestazione viene fotografata anche con l'allora ministro della giustizia italiano Clemente Mastella.
Questo fatto ha generato alcune polemiche interne agli italo-americani di origini istriane. Il giornale della comunità italiana di New York, America Oggi, pubblicò infatti un lungo articolo a firma di Dino Veggian (un esule istriano trasferitosi negli Stati Uniti) intitolato "Grand Marshal italiana o croata?". Nell'articolo si rilevavano alcuni fatti, ad esempio che la Bastianich frequentava da tempo l'«Istria Sports Club» nel distretto del Queens (dove si concentrano gli emigrati croati istriani), e che in quello stesso club la signora era stata anche intervistata per il New York Times, sostenendo tra le varie cose che "Tito aveva permesso a centinaia di migliaia di istriani di ritornare in Italia come profughi". Sempre il Veggian ricordava altrettanto la promozione da parte della chef di una mostra allestita ai tempi del presidente croato Tuđman con quadri delle principali località istriane, mostra che provocò le proteste degli esuli italiani dell'Istria presenti a New York.
L'articolo fu ripreso, in tono altrettanto polemico, da alcuni giornali della diaspora istriana in Italia e anche dal quotidiano nazionale Il Giornale, che giunge a sostenere che Lidia Bastianich negasse sia che la popolazione italiana fosse autoctona in Istria sia le foibe.
Sulla base di ciò il deputato di Alleanza Nazionale Luca Bellotti presentò pure un'interrogazione parlamentare a risposta scritta al ministro Mastella.
Pochi giorni dopo la Bastianich replicò con un'intervista sempre su America Oggi, nella quale sosteneva che lei, per quanto di lingua e cultura italiana, era una donna che proveniva da una terra di frontiera nella quale si devono conoscere "entrambe le lingue, entrambe le culture".

## Libri (dal 1990)
- La Cucina di Lidia, distinctive regional cuisine from the north of Italy,  con Jay Jacobs; fotografia di John Dominis, Doubleday, New York 1990
- Lidia's Family Table
- Lidia's Italian-American Kitchen, fotografia di Christopher Hirsheimer, Knopf, New York 2001
- Lidia's Italian Table
- Lidia's Italy
- Lidia Cooks from the Heart of Italy
- Lidia's Italy in America
- Lidia's Favorite Recipes
- Lidia's Commonsense Italian Cooking
- Nonna Tell Me A Story
- Nonna's Birthday Surprise
- Lidia's Egg-Citing Farm Adventure
- Lidia's Mastering the Art of Italian Cuisine
- Lidia's Celebrate Like an Italian
- My American Dream: A Life of Love, Family, and Food
- Felidia, Recipes from My Flagship Restaurant

## Premi e riconoscimenti
Nel 2019, il Comune di Forlimpopoli (Forlì-Cesena) le attribuisce il Premio Artusi.